# Heterocentrotus trigonarius
A Heterocentrotus trigonarius a tengerisünök (Echinoidea) osztályának Camarodonta rendjébe, ezen belül az Echinometridae családjába tartozó faj.

## Előfordulása
A Heterocentrotus trigonarius előfordulási területe a Vörös-tenger és az Indiai-óceán nyugati fele. Szomália, Kenya, Tanzánia, Madagaszkár, Mauritius és a Seychelle-szigetek tengervizeiben található meg. Az Andamán-szigetektől délre is van állománya.

## Megjelenése
Az élő állat egyformán barna színű. Átmérője 21-100 centiméter. A puha belsejét külső meszes váz védi.

## Életmódja
A tengerfenéken mászkál, ahol a szerves törmeléket szűri ki a homokból; azonban a nagyobb dögöket sem veti meg. A Clavisodalis heterocentroti nevű evezőlábú rákfaj (Copepoda) a belső élősködője.

## Képek

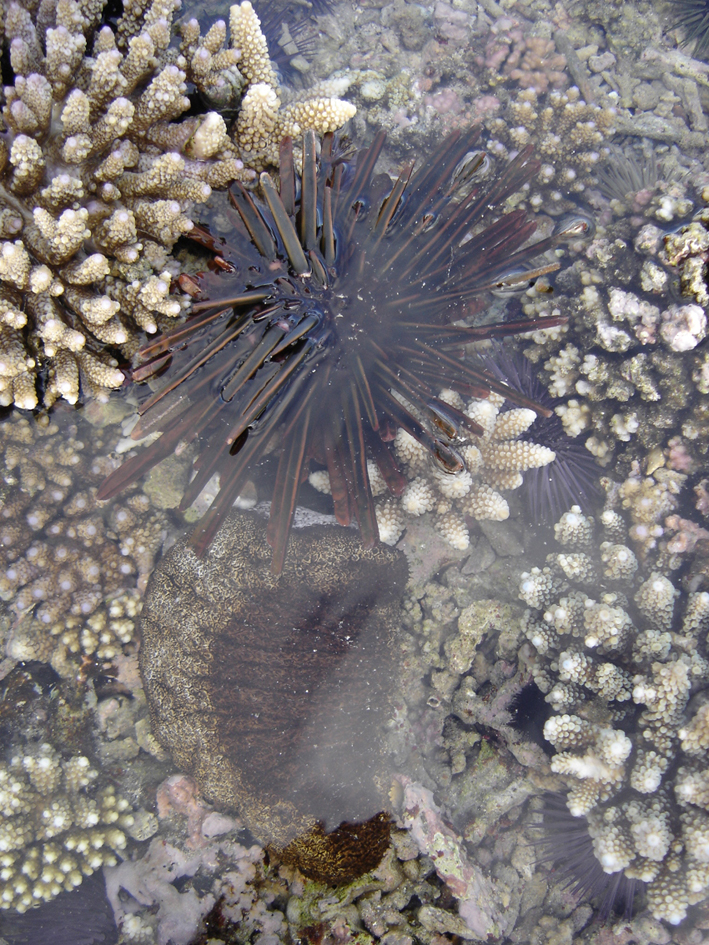
A természetben
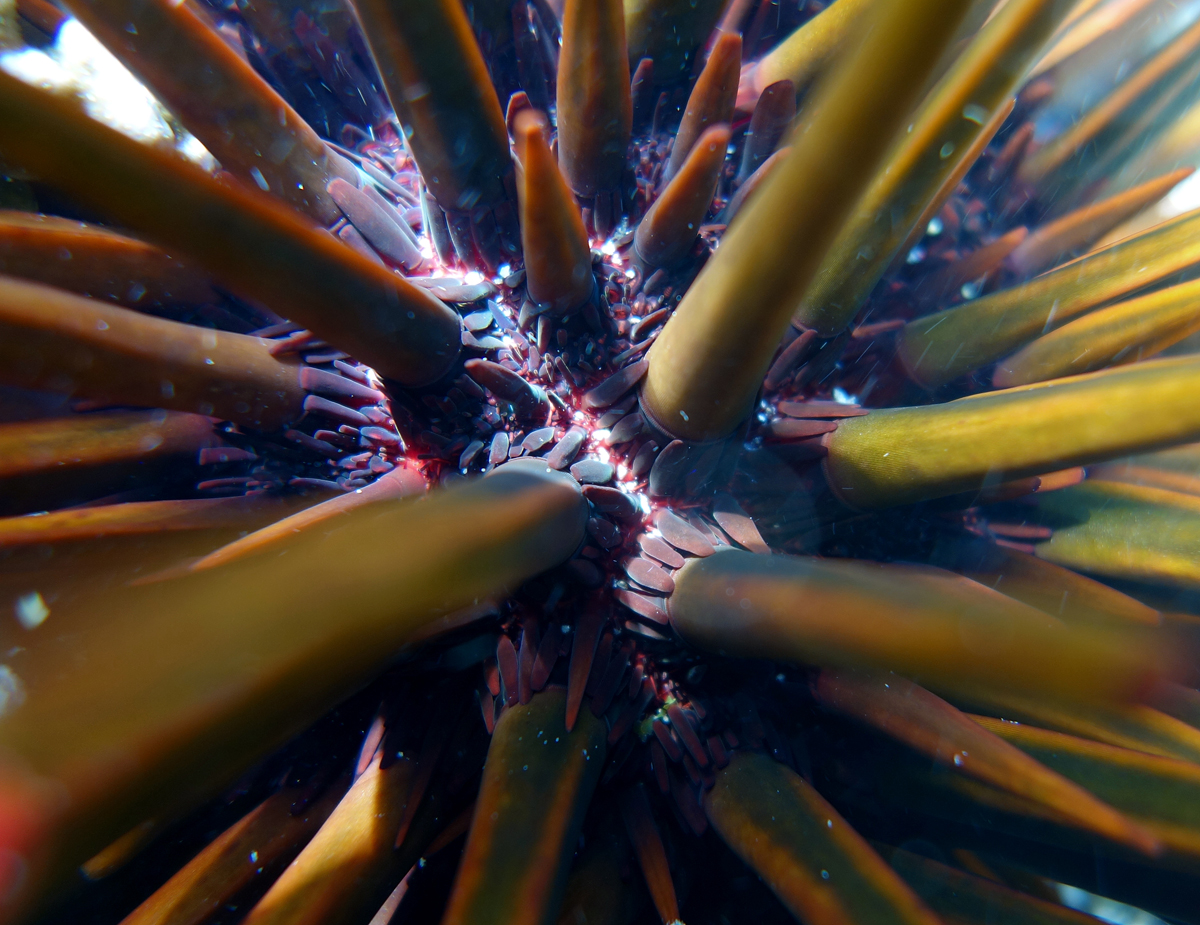
Közelről
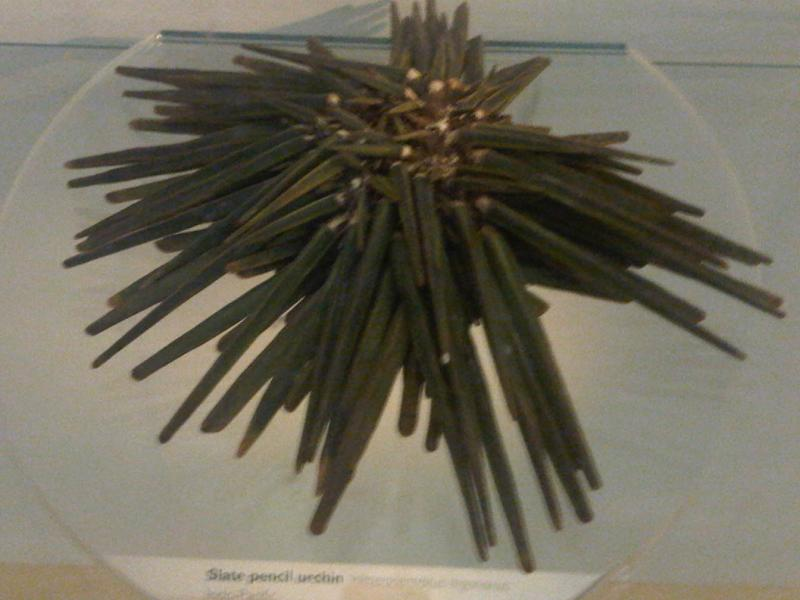
Múzeumi példány